# 북스마트
《북스마트》(영어: Booksmart)는 2019년 개봉한 미국의 코미디 영화이다. 배우 올리비아 와일드의 감독 데뷔작이며, 케이틀린 디버, 비니 펠드스틴이 출연한다. '북스마트'는 '학교에서 배운 지식은 많지만 경험이 없어 일상생활은 힘든 사람'을 가리킨다. 2019 SXSW에서 전 세계 최초로 상영되었다.

## 출연
- 비니 펠드스틴 - 몰리 데이비드슨
- 케이틀린 디버 - 에이미 앤츨러
- 제시카 윌리엄스 - 파인 선생
- 리사 쿠드로 - 샤메인 앤츨러
- 윌 포테이 - 더그 앤츨러
- 제이슨 수데이키스 - 조던 브라운 교장
- 빌리 로드 - 지지
- 다이애나 실버스 - 호프
- 스카일러 지손도 - 재러드
- 몰리 고든 - 애너벨
- 노아 갤빈 - 조지
- 오스틴 크루트 - 앨런
- 빅토리아 루에스가 - 라이언
- 에두아르도 프랭코 - 테오
- 니코 히라가 - 태너
- 메이슨 구딩 - 닉 하울랜드
- 마이크 오브라이언 - 팻
- 블루지 버크 - 신디
- 크리스토퍼 애빌라 - 롭
- 스테퍼니 스타일스 - 앨리슨
- 애덤 사이먼 크리스트 - 딕
- 기디언 랭 - 스킵
- 마야 루돌프

## 제작 과정

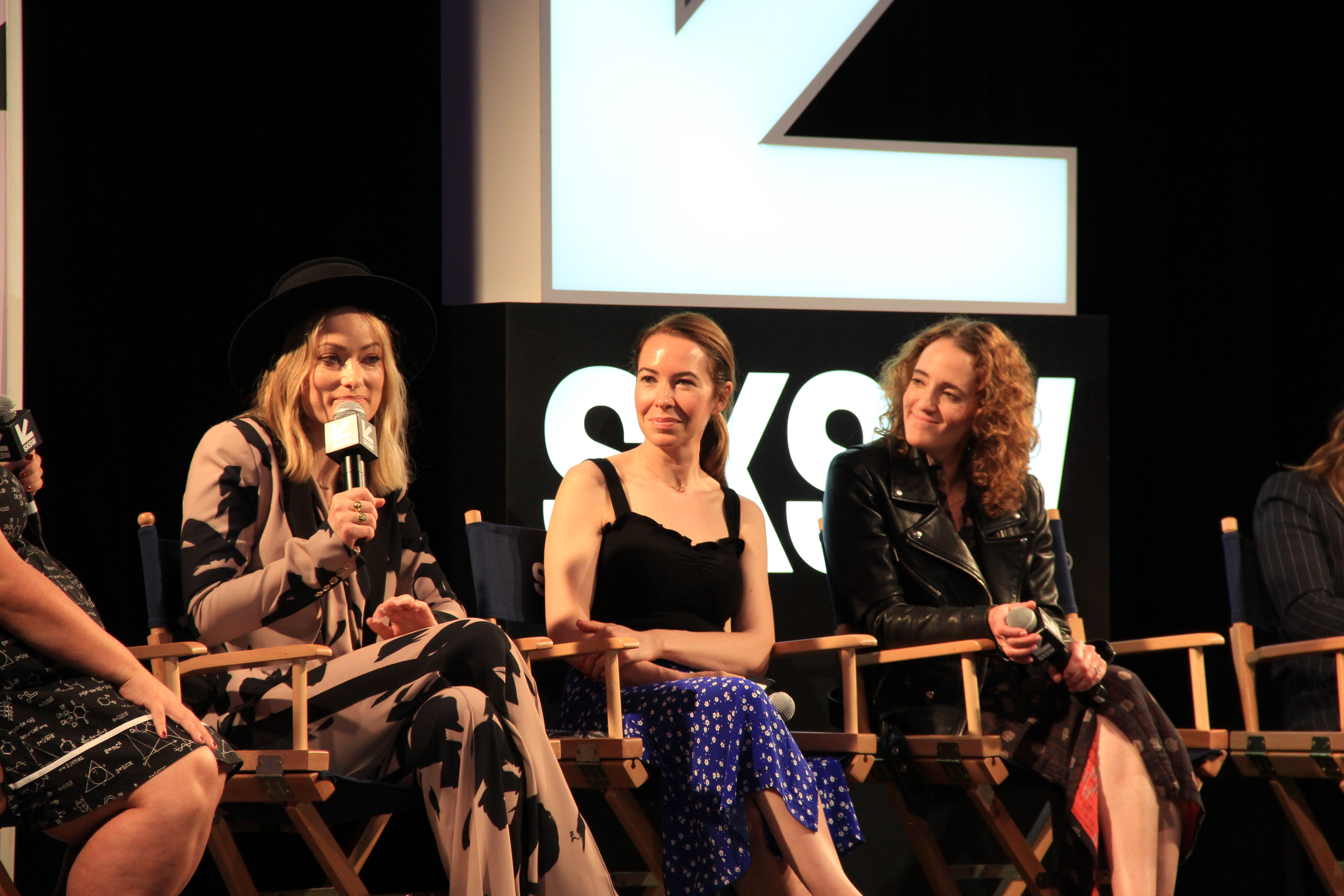
올리비아 와일드 감독, 케이트 실버먼 각본가, 제시카 엘바움 제작자의 사진.SXSW 기자회견장에서.

《북스마트》는 배우 올리비아 와일드의 감독 데뷔작이다. 드라마 《하우스》에서 미녀 레지던트 '서틴' 역으로 큰 인기를 끈 와일드는 드라마 하차 후에는 큰 성공을 거두지는 못했다. 그녀에게는 2016년 단편 영화 〈프리 허그〉와, 레드 핫 칠리 페퍼스의 〈Dark Necessities〉, 에드워드 샤프의 〈No Love Like Yours〉 뮤직비디오를 연출한 경력이 있었으며, 이를 바탕으로 창작의 자유가 있는 연출 분야로 눈을 돌렸다.
영화의 초안은 처음에 《트로피 와이프》의 에밀리 핼펀과 세라 해스킨스 콤비가 작성했고, 수재나 포글이 재집필하였다. 와일드는 글로리아 산체스 프로덕션의 사장 제시카 엘바움으로부터 이 각본을 넘겨 받았다. 엘바움은 "올리비아는 장편 영화 연출 경험은 없지만 마치 10편은 연출한 것처럼 자신만만하며 확실한 비전이 있다."라며 와일드를 독려했다. 와일드는 영화 연출을 맡기 위해 안나푸르나 픽처스의 메건 엘리슨 대표를 설득하면서, "각본 재집필이 필요한 것은 안다. 나는 이 각본을 현대적이고 더 규모있게 업데이트하는데 기여하겠다."라고 말했다. 엘리슨 대표는 와일드의 어필을 받아들였으며, 안나푸르나 픽처스는 《상사에 대처하는 로맨틱한 자세》의 작가 케이티 실버먼에게 각본 재집필을 맡겼다. 엘바움은 이후 와일드가 감독이 된 것에 대해 '의사 결정 과정에 여성이 있었던 것이 큰 영향을 끼쳤다', '여성 영화인이 성장하려면 그들의 열정과 기술을 봐주고 위험부담을 감수할 필요가 있다'고 덧붙였다.
2018년 2월 주연 케이틀린 디버와 비니 펠드스틴이 캐스팅되었고, 같은 해 5월 빌리 로드, 스카일러 지손도에 뒤이어 제이슨 수데이키스, 리사 쿠드로, 제시카 윌리엄스, 윌 포테이, 노아 갤빈, 다이애나 실버스, 오스틴 크루트 등이 캐스팅되었다.
촬영은 샌퍼넌도밸리에서 2019년 5월경부터 진행되었는데, 촬영 기간이 26일로 매우 빠듯했다. 이에 와일드는 마틴 스코세이지의 방식처럼 모든 배우에게 촬영 전 대본을 숙지하도록 하고 대본 없이 촬영을 진행함으로써 촬영 소요 시간을 줄였다. 극중 에이미와 몰리가 다투는 장면에서 감정을 이끌어내기 위해 음악 플레이리스트를 만들었고, 에이미의 베드신 촬영 때에는 필요 인력만 남기고 모두 내보냄으로써 배우를 배려하였다.

## 평가
로튼토마토에서는 총 199명 평론가들에게 신선도 97%를 기록하며 호평받았다.
제92회 아카데미 시상식 각본상 후보에 올랐다.

## 수상 목록
| 연도 | 상                              | 부문                               | 수상자                                                 | 결과 | 출처   |
| ---- | ------------------------------- | ---------------------------------- | ------------------------------------------------------ | ---- | ------ |
| 2019 | 샌프란시스코 국제 영화제        | 내러티브상                         | 《북스마트》                                           | 수상 |        |
| 2019 | LA온라인비평가협회상            | 작품상                             | 《북스마트》                                           | 수상 |        |
| 2019 | LA온라인비평가협회상            | 여우주연상                         | 비니 펠드스틴                                          | 후보 |        |
| 2019 | LA온라인비평가협회상            | 여우조연상                         | 빌리 로드                                              | 수상 |        |
| 2019 | LA온라인비평가협회상            | 여성 감독상                        | 올리비아 와일드                                        | 수상 |        |
| 2019 | LA온라인비평가협회상            | 각본상                             | 에밀리 핼펀, 세라 해스킨스, 수재나 포글, 케이티 실버먼 | 수상 |        |
| 2019 | LA온라인비평가협회상            | 인디 영화상                        | 《북스마트》                                           | 수상 |        |
| 2019 | 제23회 할리우드 영화상          | 신인 감독상                        | 올리비아 와일드                                        | 수상 |        |
| 2019 | 고담상                          | 빙엄 레이 신인 감독상              | 올리비아 와일드                                        | 후보 |        |
| 2019 | 고담상                          | 관객상                             | 《북스마트》                                           | 후보 |        |
| 2019 | 디트로이트 영화 비평가 협회상   | 신인상                             | 케이틀린 디버                                          | 후보 |        |
| 2019 | 디트로이트 영화 비평가 협회상   | 신인상                             | 올리비아 와일드                                        | 후보 |        |
| 2019 | 시카고영화비평가협회상          | 제작자상                           | 올리비아 와일드                                        | 후보 |        |
| 2019 | 세인트루이스 영화 비평가 협회상 | 각본상                             | 《북스마트》                                           | 후보 |        |
| 2019 | 세인트루이스 영화 비평가 협회상 | 코미디 영화상                      | 《북스마트》                                           | 수상 |        |
| 2020 | 오스틴 비평가 협회상            | 데뷔작상                           | 《북스마트》                                           | 수상 |        |
| 2020 | 온라인 비평가 협회상            | 데뷔작상                           | 《북스마트》                                           | 수상 |        |
| 2020 | 제77회 골든 글로브상            | 뮤지컬·코미디 영화 부문 여우주연상 | 비니 펠드스틴                                          | 후보 |        |
| 2020 | 도리언상                        | LGBTQ 영화상                       | 《북스마트》                                           | 후보 |        |
| 2020 | 할리우드 비평가 협회상          | 작품상                             | 《북스마트》                                           | 후보 |        |
| 2020 | 할리우드 비평가 협회상          | 각본상                             | 에밀리 핼펀, 세라 해스킨스, 수재나 포글, 케이티 실버먼 | 후보 |        |
| 2020 | 할리우드 비평가 협회상          | 여성 감독상                        | 올리비아 와일드                                        | 수상 |        |
| 2020 | 할리우드 비평가 협회상          | 23세 이하 연기상                   | 케이틀린 디버                                          | 수상 |        |
| 2020 | 할리우드 비평가 협회상          | 데뷔작상                           | 《북스마트》                                           | 후보 |        |
| 2020 | 할리우드 비평가 협회상          | 독립 영화상                        | 《북스마트》                                           | 후보 |        |
| 2020 | 할리우드 비평가 협회상          | 코미디·뮤지컬 영화상               | 《북스마트》                                           | 수상 |        |
| 2020 | 제25회 크리틱스 초이스상        | 코미디 영화상                      | 《북스마트》                                           | 후보 | [ 11 ] |
| 2020 | 미국 작가 조합상                | 각본상                             | 에밀리 핼펀, 세라 해스킨스, 수재나 포글, 케이티 실버먼 | 후보 |        |
| 2020 | 제73회 영국 아카데미 영화상     | 각본상                             | 수재나 포글, 에밀리 핼펀, 세라 해스킨스, 케이티 실버먼 | 후보 |        |
| 2020 | 제73회 영국 아카데미 영화상     | 라이징 스타상                      | 케이틀린 디버                                          | 후보 |        |
| 2020 | 인디펜던트 스피릿 어워드        | 데뷔작상                           | 《북스마트》                                           | 수상 |        |

## 기타
미국 델타 항공이 《북스마트》를 기내 영화로 상영하면서 레즈비언의 키스 장면과 남녀 성기를 묘사한 대사들이 편집된 채로 내보냈다가, 올리비아 와일드 감독이 이걸 발견하고 항의하는 사건이 있었다.